# Jurinella ferruginea
Jurinella ferruginea är en tvåvingeart som beskrevs av Townsend 1929. Jurinella ferruginea ingår i släktet Jurinella och familjen parasitflugor. Inga underarter finns listade i Catalogue of Life.